# Renegade (gra komputerowa)
Renegade (jap. 熱血硬派くにおくん Nekketsu kōha Kunio-kun) – gra komputerowa z gatunku bijatyk, wyprodukowana przez Technōs Japan Corporation i wydana przez Taito Corporation w 1986 roku. Jest to pierwsza część serii gier komputerowych Kunio-kun.

## Fabuła
Fabuła gry zależy od jej wersji językowej. W japońskiej edycji głównym bohaterem jest Kunio, adept sztuk walki dążący do uwolnienia swojego przyjaciela Hiroshiego. W amerykańskiej edycji rolę protagonisty odgrywa nastolatek z nowojorskiego Brooklynu, którego celem jest odzyskanie swej dziewczyny porwanej przez gang. Cechą charakterystyczną Renegade / Nekketsu kōha Kunio-kun jest mangowa stylistyka.
Gra ukazała się po raz pierwszy na automatach do gry, później zaś dokonano jej konwersji na konsole i komputery. W 2011 roku z okazji jubileuszu piętnastolecia Nekketsu kōha Kunio-kun stworzono remake na konsolę Nintendo 3DS.